# Ambasciatori del Baden in Austria
L'ambasciatore del Baden in Austria era il primo rappresentante diplomatico del Baden in Austria (già Sacro Romano Impero, già Impero austriaco, già Impero austro-ungarico).
Le relazioni diplomatiche iniziarono ufficialmente nel 1774 e rimasero attive sino alla costituzione della Confederazione Germanica del nord nel 1867 e poi dell'Impero tedesco nel 1871 quando le funzioni di rappresentanza del Baden vennero assorbite dall'ambasciatore tedesco in Austria.

## Elettorato del Baden
- 1774–1788: Jakob Friedrich von Stockmayer (1736–1788)
- 1789–1803: Christoph Christian von Mühl

## Granducato di Baden
- 1810–1815: Karl von Hacke (1750–1834)
- 1815–1815: Wilhelm Ludwig von Berstett (1769–1837)
- 1815–1818: Karl Friedrich Bouginé (1777–1836)
- 1818–1845: Friedrich Karl von Tettenborn (1778–1845)
- 1845–1856: Franz Xaver von Andlaw-Birseck (1799–1876)
- 1856–1861: Ludwig Rüdt von Collenberg-Bödigheim (1799–1885)
- 1861–1865: Ludwig von Edelsheim (1823–1872)
- 1865–1871: Pirmin von Mollenbeck (–1876)

1871: Chiusura dell'ambasciata